# Feticismo dello stivale

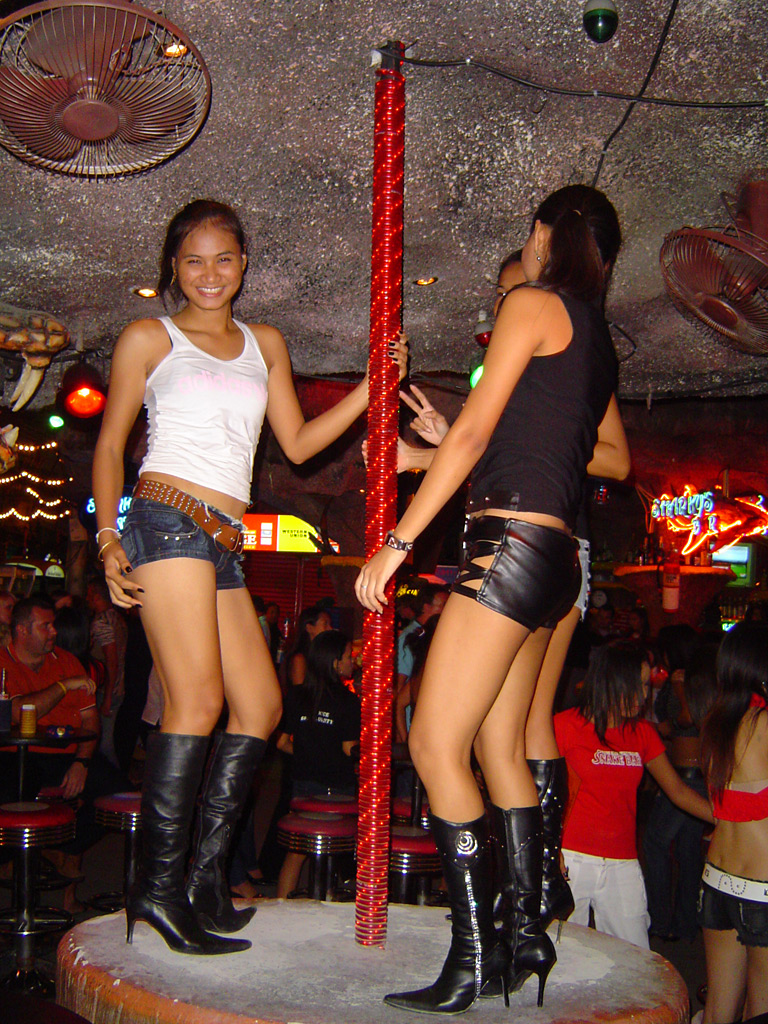
Go-go dancers thailandesi

Il feticismo dello stivale è una forma di feticismo sessuale consistente nell'attrazione provata verso gli stivali. Questo genere di calzature, formate da differenti materiali, non solo fa abitudinariamente parte del classico abbigliamento fetish e BDSM, ma rientra pure nella moda mainstream. Gli stivali sono considerati tra le calzature e l'intero abbigliamento di maggiore interesse feticistico.

## Storia e diffusione

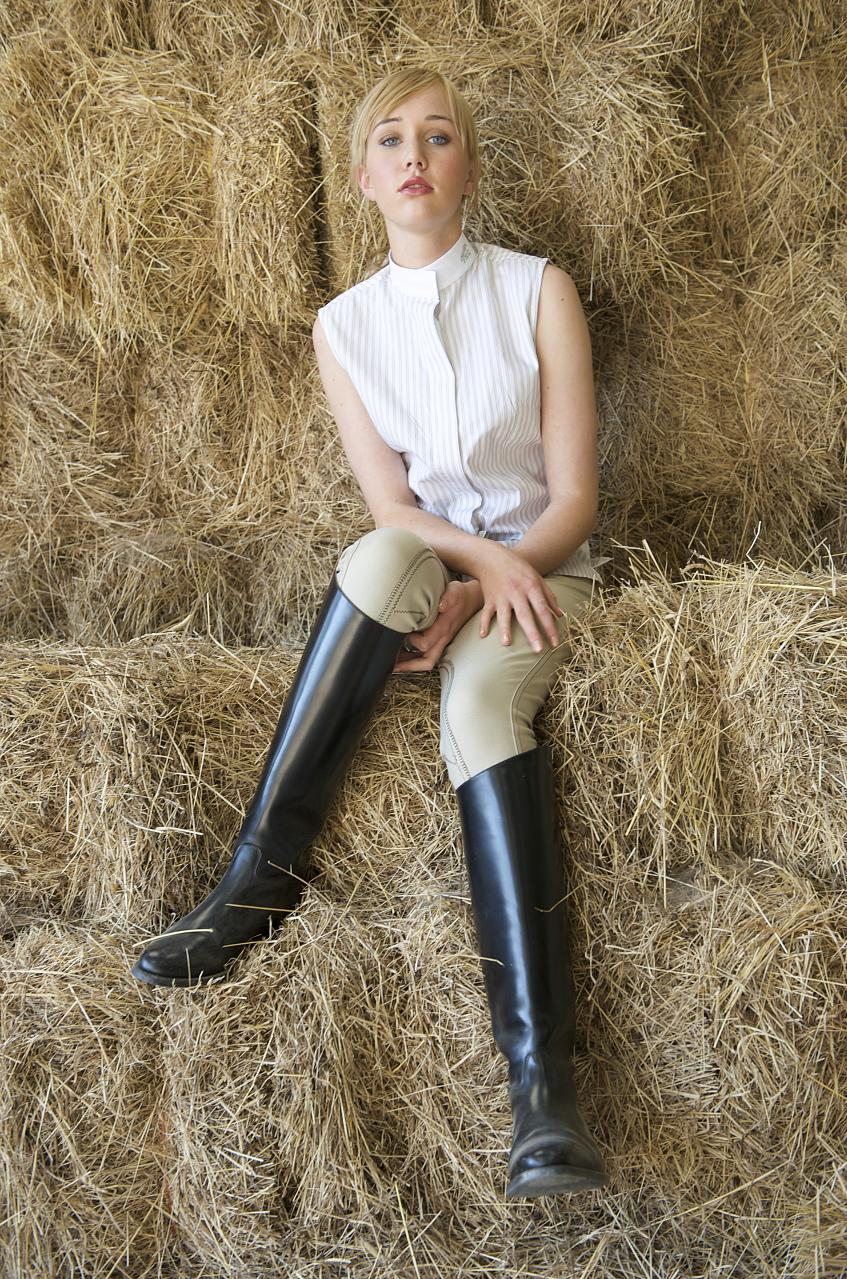
Donna con stivali da equitazione

Una delle prime descrizioni degli stivali come oggetto feticistico risale al romanzo di Émile Zola Teresa Raquin del 1867. Durante l'età vittoriana queste calzature erano popolari tra le prostitute londinesi intente a soddisfare i clienti che desideravano essere sottomessi. La psicoanalista austriaca Hermine Hug-Hellmuth ha descritto scientificamente il feticismo dello stivale nel 1915.
Nel corso degli anni 1960 gli stivali sono stati utilizzati in una ricerca sul riflesso condizionato come possibile causa del feticismo, provocando negli uomini l'eccitazione sessuale attraverso la visione di fotografie che li ritraggono. In seguito i risultati vennero messi in discussione, in quanto all'epoca gli stivali erano già molto di moda come capo di abbigliamento indossato da donne sessualmente attraenti.
Diversamente dalle scarpe, gli stivali spesso sono apparsi nella street fashion prima di ispirare i designer di moda. Gli stivali solitamente sono considerato come un segno che conferisce potere a chi li indossa, specialmente quando vengono indossati dalle donne. Ciò può essere un motivo del loro legame con il BDSM, dove gli stivali sono di solito considerati come un'affermazione di dominanza. La cosiddetta pratica dell'adorazione dello stivale (boot worship) si è andata diffondendo agli inizi del XX secolo all'interno della subcultura fetish e sadomaso.
Gli stivali col tacco alto aiutano ad allungare il polpaccio creando un aspetto di gamba più lunga che generalmente è considerata essere più attrattiva sessualmente. Anche la lunghezza dello stivale influenza questa impressione. Un'ampia collezione di stivali viene mostrata in riviste e siti web dedicate a questo genere di fetish. Il feticismo dello stivale può associarsi a un altro feticismo avente come oggetto il materiale di cui la calzatura è costituita, come nel caso della pelle, della gomma, del latex e del PVC. Il feticismo dello stivale spesso è rivolto pure a specifiche categorie di stivali come quelli usati nell'equitazione, ma esistono anche appositi stivali ideati a scopi fetish come quelli da balletto che poggiano sulle punte o certi modelli a gamba alta.
Il feticismo dello stivale è diffuso anche tra gli uomini gay, tanto che esiste una competizione annuale in cui si assegna il titolo di miglior "lustrastivali". In questo caso gli stivali preferiti sono diversi da quelli normalmente indossati dalle donne, consistendo principalmente in vari tipi di anfibi o in stivali da motociclista.

## Boot worship

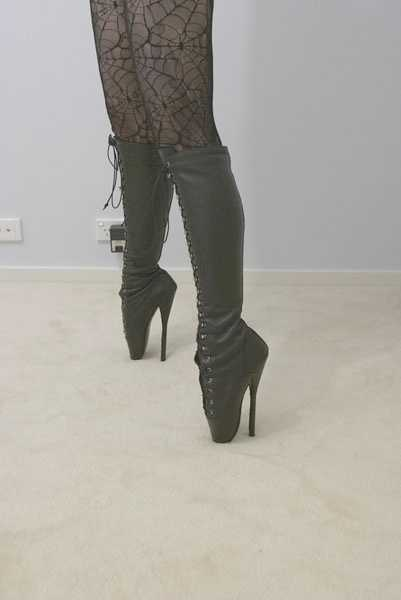
Stivali da balletto appositamente ideati a scopo erotico

L'adorazione dello stivale (boot worship) è una pratica fetish e BDSM in cui il partner sottomesso lecca, bacia, o pulisce con la lingua gli stivali indossati dal dominante; è inoltre consuetudine annusare l'interno degli stivali (sniffing). Talvolta, più semplicemente, ci si può limitare a lucidare manualmente le calzature. Gli stivali possono essere usati anche per praticare il trampling o il ballbusting, per calpestare del cibo da fare mangiare in seguito direttamente dalle suole, per simulare una fellatio succhiando il tacco, o per effettuare una penetrazione anale o vaginale.
Mentre l'interesse del feticista si focalizza sull'oggetto, sui materiali e sugli odori, all'interno di un rapporto dominante/sottomesso prevale invece la componente legata all'umiliazione e alla dimostrazione di devozione che si associano al boot worship.

## Cultura di massa
Nella serie televisiva Agente speciale, trasmessa negli anni 1960, l'attrice Diana Rigg, che interpretava il ruolo di Emma Peel, era solita indossare un paio di stivali come segno caratteristico del suo essere una donna seducente e forte. Patrick Macnee e Honor Blackman, che precedette Diana Rigg interpretando il ruolo di Cathy Gale, nel 1964 pubblicarono il singolo intitolato "Kinky Boots". In ambito cinematografico la più famosa apparizione degli stivali è avvenuta nel film del 1990 Pretty Woman, calzati da Julia Roberts nel ruolo di una prostituta.
Anche personaggi celebri dei fumetti come Wonder Woman e Catwoman sono soliti indossare gli stivali come segno combinato di potere femminile e fascino seduttivo.
La cantante Madonna, nota per il suo stile trasgressivo, appare sovente con un paio di stivali in molte sue esibizioni e videoclip.